# Car Radio
Car Radio è un singolo del gruppo musicale statunitense Twenty One Pilots, pubblicato il 18 marzo 2014 come sesto estratto dal terzo album in studio Vessel.

## Descrizione
Si tratta della quinta traccia del disco, riregistrata per Vessel dopo che una sua prima versione era già stata pubblicata nel secondo album del gruppo Regional at Best.
Brano principalmente rappato, senza cori o strutture ripetute e culminante in una sezione elettronica definita "rap-rave", è stato definito come una canzone emo rap e alternative pop.
Il testo, scritto come la musica dal frontman Tyler Joseph, parla delle sensazioni provocate dal furto della propria autoradio, metafora per descrivere  la «difficoltà di restare seduti in silenzio e conseguentemente dover combattere con desideri indesiderati e le proprie emozioni».

## Video musicale
Il videoclip, pubblicato il 19 aprile 2013 e diretto da Mark C. Eshleman, vede il cantante del gruppo Tyler Joseph rappare la parte iniziale del brano sul pavimento di un bagno. Successivamente la scena si sposta su un palco dove Joseph (con il volto coperto da un passamontagna bianco) e il batterista Josh Dun si esibiscono suonando la canzone. Il video termina con Joseph che, risvegliatosi all'interno di un palazzetto vuoto, si toglie la maschera rappando le ultime strofe per poi lasciarsi cadere nuovamente a terra.

## Tracce
Testi e musiche di Tyler Joseph.
1. Car Radio – 4:27

## Formazione
Twenty One Pilots
- Tyler Joseph – voce, chitarra, basso, pianoforte, tastiera, programmazione
- Josh Dun – batteria, percussioni

Altri musicisti
- Greg Wells – tastiera, sintetizzatore, programmazione

## Classifiche

### Classifiche settimanali
| Classifica (2014)         | Posizione massima |
| ------------------------- | ----------------- |
| Stati Uniti               | 115               |
| Stati Uniti (heatseekers) | 22                |
| Stati Uniti (alternative) | 28                |
| Stati Uniti (rock)        | 20                |